# W21SA
W21SA（だぶりゅーにーいちえすえー）は、三洋電機（大阪、現・京セラ SANYOブランド）によって開発され、KDDIおよび沖縄セルラー電話のauブランドで販売されたCDMA 1X WINの携帯電話である。

## 特徴
三洋製としては初のCDMA 1X WIN端末で、auでは初の折りたたみ式回転2軸ヒンジ型である。TV出力機能を備え、写真やムービーをTVで楽しむことが出来るようになっている。またEZ・FMや200万画素のCCDカメラ、発売当時の各種サービスに対応するなど、ハイエンドかつほぼ全部入りのスペックとなっている。プリセットに「with Disney!」の着せ替えメニューが内蔵されている。

## 沿革
- 2004年7月12日 KDDIより発表
- 2004年8月12日 発売

## 対応サービス・機能
- EZ「着うた」
- EZナビウォーク（電子コンパス対応）
- EZチャンネル
- ムービーメール(S/M/L)
- EZムービー(S/M/L)
- EZ・FM（聴取には付属のステレオイヤホンケーブルの挿入が必要）
- EZアプリ (BREW)
- ICレコーダー
- カメラde辞書（OCRによる文字読取機能）